# تيرنوزن
تيرنوزن Terneuzen  هي مدينة وبلدية بمقاطعة زيلند جنوب هولندا.

## طوبوغرافيا
خريطة طوبوغرافية هولندية لبلدية تيرنوزن، يونيو 2015، (تقرأ بعد ثلاث نقرات على الخريطة).

## توأمة
لتيرنوزن اتفاقيات توأمة مع:
- شيانغتان (25 فبراير 2011 - )[5]

## أعلام
- ساندرا رويلوفس
- كلاس دي فريس
- أدري فان مال
- ريك فان درونغيلين
- جاك مردوخ

## وصلات خارجية
- ميناء تيرنوزن
- الموقع الرسمي (بالهولندية)
- الموقع الرسمي (بالإنجليزية)